# Viktor Alexejevič Pronin
Viktor Alexejevič Pronin (rusky Виктор Алексеевич Пронин) (20. října 1938, Dněpropetrovsk, SSSR – 18. července 2023) byl ruský a dříve také sovětský novinář a spisovatel, autor detektivních příběhů.

## Život
Pocházel z Ukrajiny. Roku 1960 vystudoval Dněpropetrovskou báňskou univerzitu. Pracoval v metalurgickém kombinátu Запорожсталь (Zaporožstal) v Záporoží a pak jako novinář. Několik roků žil na Sachalinu a byl korespondentem časopisu Советский Сахалин (Sovětský Sachalin), později působil jako redaktor časopisu Человек и закон (Člověk a zákon). Své detektivní příběhy začal psát v druhé polovině šedesátých let.

## Dílo (výběr)
- Слепой дождь (1968, Slepý déšť), autorova prvotina, román o mladých budovatelích hutního kombinátu.
- Тайфун (1976, Tajfun), detektivní příběh, odehrávající se na Sachalinu ve městě Južno-Sachalinsk a v jeho okolí, popisující práci kriminalistů, kteří mají za úkol dopadnout pachatele velké loupeže v místním obchodním domě.
- Ошибка в объекте (1980).
- Будет что вспомнить (1981), sbírka povídek.
- Особые условия (1982).
- Не приходя в сознание (1984).
- Продолжим наши игры (1987).
- Падай, ты убит! (1991).
- Каждый день самоубийство (1993).
- Банда (1993-2005, Banda), cyklus devíti knih:[4]
  - Гражданин начальник (1993),
  - В позе трупа (1994),
  - Зомби идет по городу (1994),
  - Ритуальные услуги (1995),
  - Купите девочку (1996),
  - Полное затмение (1997),
  - Все они почему-то умирали (2000),
  - Итальянский след (2003),
  - Победа по очкам (2005).
- Большая охота (1995).
- Женщина по средам (1995).
- Смерть президента (1997).
- Дурные приметы (1997).
- Победителей не судят (2000).
- Брызги шампанского (2001).
- Женская логика (2002).
- Высшая мера (2003), sbírka povídek.

## Filmové adaptace
- Cамоубийство (1981, Sebevražda), ruský sovětský televizní film, režie Ivan Rassomachin.
- Ворошиловский стрелок (1999, Vorošilovský ostřelovač), ruský film podle autorovy knihy Женщина по средам, režie Stanislav Govoruchin.
- Гражданин начальник (2001), ruský televizní seriál, režie Nikolaj Dostal.
- Женская логика (2002), ruský televizní film, režie Eldor Urazbajev.

## Česká vydání
- Tajfun, obsaženo v knize Pod křídlem tajfunu, Albatros, Praha 1980, přeložila Jaroslava Bitzanová.